# 刘名标
刘名标，奉天辽阳人，是一名清朝政治人物。监生。
刘名标曾于1675年接替刘枟任松江府知府一职，1676年由鲁超接任。